# Palaeoheterodonta
Palaeoheterodonta (pisane też: Paleoheterodonta) – klad w randze podgromady małży (Bivalvia), czasami klasyfikowany w randze nadrzędu lub rzędu blaszkoskrzelnych, uznawany za takson siostrzany dla Heterodonta, z którym wspólnie tworzą klad Heteroconchia. 
Obejmuje około 4500 gatunków małży współcześnie żyjących (oraz wiele wymarłych), głównie słodkowodnych, o muszlach w większości symetrycznych, wyłożonych wewnątrz warstwą perłową, z zamkiem schizodontowym, dobrze wykształconymi dwoma mięśniami zwieraczami i otwartym od strony brzusznej płaszczem, w tylnej części połączonym w otwory syfonalne. U dorosłych osobników brak bisioru. 
W zapisie kopalnym przedstawiciele tej grupy małży znani są z wczesnego paleozoiku.
Współcześnie żyjące Palaeoheterodonta klasyfikowane są w rzędach: 
- Trigonioida
- Unionoida

W Polsce grupa ta jest reprezentowana przez przedstawicieli rodzin perłoródkowatych i skójkowatych.